# 693 Zerbinetta
A 693 Zerbinetta (ideiglenes jelöléssel 1909 HN) a Naprendszer kisbolygóövében található aszteroida. August Kopff fedezte fel 1909. szeptember 21-én.